# Afasia motoria
L'afasia motoria o di Broca, nota anche come afemìa, è un disturbo del linguaggio che consiste nella perdita o limitazione della capacità di espressione del linguaggio parlato o scritto. La causa più frequente è un ictus.

## Tipologia
La sua forma più lieve viene chiamata disartria corticale, dove si mantiene la capacità di scrivere, mentre nelle forme più gravi anche la capacità di comprensione attraverso attività manuale viene compromessa. In casi estremi la persona riesce a pronunciare soltanto una parola, anche se le frasi imparate a memoria riescono ad essere pronunciate ancora. Un'altra anomalia tipica è quella di scambiare soggetto e oggetto della frase.

## Sintomatologia
I sintomi sono rappresentati da una limitazione dell'eloquio (afasia non fluente), che diventa lento e laborioso, la persona deve avere del tempo per trovare le parole che vorrebbe pronunciare e presenta disturbi fonetici (uso errato della muscolatura fonoarticolatoria) e fonemici (difficoltà nella pianificazione dei suoni delle parole). Spesso l'eloquio si riduce ad un grugnito o una singola parola. Rimane praticamente intatta invece la capacità di ascoltare e comprendere, così come comprende la sua difficoltà di esprimersi arrabbiandosi.
Altri sintomi più rari sono perdita di sensibilità, l'aprassia bucco-linguale e l'emiparesi franca.

## Eziologia
Tale afasia è causata da un danneggiamento nella regione anteriore del cervello, inclusa l'area di Broca (il centro motorio del linguaggio), anche se a volte le zone interessate sono quelle corticali e subcorticali situate fra l'insula e la scissura silvana.
La lesione più spesso è su base vascolare, più frequentemente per un infarto embolico riguardante un ramo dell'arteria cerebrale media. Può, comunque, anche essere causata da emorragie, traumi, tumori o ematomi subdurali.

## Terapie
La logopedia può risultare utile nei casi meno gravi.
Per quanto riguarda la terapia farmacologica, vari principi attivi sono stati studiati negli anni, tra i quali bromocriptina, piracetam, farmaci colinergici come donepezil e derivati amfetaminici, ma senza risultati univoci. Piracetam e le amfetamine sembrano avere un minimo di efficacia.